# Zisterzienserinnenkloster Namedy
Das Zisterzienserinnenkloster Namedy war von 1208 bis 1573 ein Kloster der Zisterzienserinnen in Andernach in Rheinland-Pfalz.

## Geschichte
Man nimmt an, dass Gerhard von Rennenberg und seine Gemahlin Benedicta in einem Zeitraum zwischen 1208 und 1225 das Zisterzienserinnenkloster Sankt Catharina stifteten, das 1255 zum ersten Mal urkundlich belegt ist. Die Geschichte des Klosters ist eng mit der Patrizierfamilie Husmann (auch: Hausmann) verbunden, welche die nahegelegene Burg Namedy bewohnte, mehrere Äbtissinnen stellte und als Stifter auftrat. 1573 wurde das Kloster vom Erzbischof von Trier, Jakob III. von Eltz, aufgelöst. Im heutigen Andernacher Ortsteil Namedy (= Nomen Dei, „Name Gottes“, damals vor den Toren der Stadt) ist die Klosterkirche, ein frühgotischer Bau von Rang, in veränderter Form als katholische Pfarrkirche St. Bartholomäus erhalten (Schlossstraße 61).

### Handbuchliteratur
- Laurent Henri Cottineau: Répertoire topo-bibliographique des abbayes et prieurés. Bd. 2. Protat, Mâcon 1939–1970. Nachdruck: Brepols, Turnhout 1995. Spalte 2027 (Namedey).
- Gereon Christoph Maria Becking: Zisterzienserklöster in Europa, Kartensammlung. Lukas Verlag, Berlin 2000, ISBN 3-931836-44-4, S. 54 B.
- Bernard Peugniez: Guide Routier de l’Europe Cistercienne. Editions du Signe, Straßburg 2012, S. 573.
- Peter Pfister: Klosterführer aller Zisterzienserklöster im deutschsprachigen Raum. 2. Auflage, Kunstverlag Josef Fink, Lindenberg 1998, S. 396.
- Thomas Sterba: Herders Neues Klösterlexikon. Herder, Freiburg 2010, S. 534.